# Roa
Roa és un municipi de la província de Burgos, a la comunitat autònoma de Castella i Lleó.

## Demografia
| 1991 | 1996 | 2001 | 2004 |
| ---- | ---- | ---- | ---- |
| 2375 | 2329 | 2277 | 2272 |